# Anthophora fratercula
Anthophora fratercula är en biart som beskrevs av Giovanni Gribodo 1924.
Anthophora fratercula ingår i släktet pälsbin och familjen långtungebin. Inga underarter finns listade i Catalogue of Life.